# Felice Romani
Felice Romani (Génova, 31 de enero de 1788 - Moneglia, 28 de enero de 1865) fue un poeta, libretista y profesor de literatura y mitología, italiano, que escribió óperas para compositores muy conocidos como Donizetti y Bellini. Romani es considerado como uno de los mejores libretistas, junto a Metastasio y Boito.
Romani salió de Génova a Pisa para "estudiar leyes para complacer a su familia, y literatura para complecerse a sí mismo". Posteriormente ingresó en la facultad de la Universidad de Génova, y mientras estudiaba traducía literatura francesa. Con un colega, preparó un diccionario en seis volúmenes de mitología y antigüedad, incluyendo la historia celta en Italia. El conocimiento de Romani del francés y la antigüedad se refleja en los libretos que escribió; la mayoría están basados en literatura francesa y muchos, como por ejemplo el de Norma, utilizaron fuentes mitológicas o antiguas.
Romani viajó ampliamente por España, Grecia, Alemania y Francia. En 1814 se estableció en Milán, donde granjeó la amistad de importantes figuras del mundo literario y musical. Rechazó un puesto como poeta de la corte de Viena, para dedicarse a escribir para la ópera. Produjo dos obras para el compositor Simon Mayr, que le lograron un puesto en La Scala. Romani se convirtió en el libretista más apreciado de su época, escribiendo casi cien obras. A pesar de su interés por la literatura gala, rechazó la oportunidad de trabajar en París.
Por lo general, Romani no creaba sus propias historias; se mantenía al día con lo que ocurría en el teatro parisino y adaptaba obras populares. Pero esta estrategia no era siempre segura, dada la escasa legislación sobre derechos de autor y copia que había para el momento. En una ocasión Romani utilizó una obra de Victor Hugo para una ópera de Donizetti (Lucrezia Borgia). Pero luego de las primeras funciones en París en 1840, Hugo obtuvo un amparo para evitar otras representaciones. El libreto fue modificado y retitulado como La Rinegata, y los personajes italianos se transformaron en turcos. 
Romani escribió los versos de las siguientes óperas: de Bellini, Il pirata, I Capuleti e i Montecchi, La straniera, La sonnambula, Norma, Zaira y Beatrice di Tenda; de Rossini, Il turco in Italia; y de Donizetti, Anna Bolena y L'elisir d'amore. Verdi también utilizó uno de sus libretos, que fue escrito originalmente para el compositor Adalbert Gyrowetz, en una de sus primeras comedias: Un giorno di regno.
Romani fue considerado como la pareja ideal para Bellini, quien dijo: "Dadme buenos versos y os daré buena música". El compositor buscaba en los libretos versos con situaciones dramáticas e incluso extravagantes, "diseñados para retratar las pasiones de la manera más vívida", como escribiría a Florimo el 4 de agosto de 1834. Esos versos los encontró en el trabajo de Romani.
Después de componer I Puritani sobre un libreto de Carlo Pepoli, Bellini se propuso no escribir óperas italianos con otro libretista que no fuera Romani. Pero el compositor moriría pocos meses después del estreno de esta ópera. Romani lo lloró sentidamente y escribió un obituario en el que expresaba su arrepentimiento por los desacuerdos que habían tenido.
En 1834 Romani fue nombrado editor de la Gazzetta Ufficiale Piemontese para la cual escribía crítica literaria. Mantuvo ese cargo hasta su muerte, menos el lapso comprendido entre 1849 y 1854. Sus poemas líricos fueron publicados en una colección de 1841.

## Libretos
Para cada libreto se listan los compositores que lo configuran en música, la fecha de la primera interpretación y el nuevo título cuando sea aplicable.
- La rosa bianca e la rosa rossa
  - Simon Mayr (1813)
  - Pietro Generali (1818)
  - Tomás Genovés y Lapetra, Enrico e Clotilde (1831)
- Medea in Corinto
  - Simon Mayr (1813)
  - Prospero Selli (1839)
  - Saverio Mercadante, Medea, revisó Salvadore Cammarano (1851)
- Aureliano in Palmira
  - Gioachino Rossini (1813)
- Atar ossia Il serraglio di Ormus
  - Simon Mayr (1814)
  - Carlo Coccia, Atar ou O serralho de Ormuz (1820)
  - Luiz Antonio Miró, Atar ou O serralho d'Ormus (1836)
- Il turco in Italia
  - Gioachino Rossini (1814)
- Le due duchesse subtitled La caccia ai lupi
  - Simon Mayr (1814)
  - Filippo Celli (1824)
- L'ira di Achille
  - Giuseppe Nicolini (1814)
- La testa di bronzo or La capanna solitaria
  - Carlo Evasio Soliva (1816)
  - Saverio Mercadante (1827)
  - Giacomo Fontemaggi (1835)
  - Vincenzo Mela (1855)
- Maometto
  - Peter Winter (1817)
- Rodrigo di Valenza
  - Pietro Generali (1817)
  - Ferdinando Orlandi (1820)
  - Filippo Chimeri, Elmonda di Valenza (1845)
- Mennone e Zemira
  - Simon Mayr (1817)
- La gioventù di Cesare
  - Stefano Pavesi (1814)
- Le zingare dell'Asturia
  - Carlo Evasio Soliva (1817)
- Adele di Lusignano
  - Michele Carafa (1817)
  - Ramón Carnicer (1819)
- I due Valdomiri
  - Peter Winter (1817)
- Gianni di Parigi
  - Francesco Morlacchi (1818)
  - Giovanni Antonio Speranza (1836)
  - Gaetano Donizetti (compuesta en 1831, estrenada en 1839)
- Il finto Stanislao
  - Adalbert Gyrowetz (1818)
  - Giuseppe Verdi, Un giorno di regno (1840)
- Il barone di Dolshein
  - Giovanni Pacini (1818)
  - Franz Schoberlechner (1827)
- Danao
  - Simon Mayr (1818)
  - Giuseppe Persiani, Danao re d'Argo (1827)
- Gl'Illinesi
  - Francesco Basili (1819)
  - Francesco Sampieri (1823)
  - Luigi Viviani, L'eroe francese (1826)
  - Feliciano Strepponi (1829)
  - Pietro Antonio Coppola, Gli Illinesi (1835)
  - Francisco Gómez, Irza (1845)
- Clemenza d'Entragues
  - Vittorio Trento (1819)
- Il falegname di Livonia
  - Giovanni Pacini (1819)
- Il califo e la schiava
  - Francesco Basili (1819)
  - Gioachino Rossini, Adina, revision dó Gherardo Bevilacqua Aldobrandini (1826)
  - Giovanni Quaquerini (1842)
- Bianca e Falliero o Il consiglio dei tre
  - Gioachino Rossini (1819)
- Vallace o L'eroe scozzese
  - Giovanni Pacini (1820)
- La sacerdotessa d'Irminsul
  - Giovanni Pacini (1820)
- I due Figaro o Il soggetto di una commedia
  - Michele Carafa (1820)
  - Giovanni Panizza (1824)
  - Dionigi Brogialdi (1825)
  - Saverio Mercadante (compuesta en 1826, estrenada en 1835)
  - Giovanni Antonio Speranza (1839)
- Margherita d'Anjou
  - Giacomo Meyerbeer (1820)
- Donna Aurora o Il romanzo all'improvviso
  - Francesco Morlacchi (1821)
- La voce misteriosa
  - Giuseppe Mosca (1821)
  - Carlo Mellara (1823)
- Atalia
  - Simon Mayr (1822)
- L'esule di Granata
  - Giacomo Meyerbeer (1822)
  - Giovanni Tadolini, Almanzor (1827)
- Adele ed Emerico ossia Il posto abbandonato
  - Saverio Mercadante (1822; revisada en 1826)
- Chiara e Serafina subtitled Il pirata
  - Gaetano Donizetti (1822)
  - Alberto Mazzucato, I corsari, revisión de Temistocle Solera (1840)
- Amleto
  - Saverio Mercadante (1822)
- Chi fa così, fa bene
  - Feliciano Strepponi (1823)
- Abufar, ossia La famiglia araba
  - Michele Carafa (1823)
  - Manuel García, El Abufar (1827)
- Francesca da Rimini
  - Feliciano Strepponi (1823)
  - Luigi Carlini (1825)
  - Massimiliano Quilici (1829)
  - Saverio Mercadante: Francesca da Rimini (compuesta en 1830, estrenada en 2016)
  - Giuseppe Staffa (1831)
  - Giuseppe Fournier (1832)
  - Giuseppe Tamburini (1835)
  - Emanuele Borgatta (1837)
  - Francesco Morlacchi (compuesta en 1840, inacabada)
  - Francesco Canneti (1843)
  - Giovanni Franchini (1857)
- Egilda di Provenza
  - Stefano Pavesi (1823)
  - Evangelista Pareira da Costa, Egilda de Provenca (1827)
- Amina o L'innocenza perseguitata
  - Giuseppe Rastrelli (1824)
  - Antonio D'Antoni (1825)
  - Carlo Valentini, Amina, oL'orfanella di Ginevra, revisión de Andrea Leone Tottola (1825)
- Elena e Malvina
  - Carlo Evasio Soliva (1824)
  - Ramón Carnicer, Elena e Malvina (1829)
  - Francesco Vincenzo Schira (1832)
  - Giuseppe Mazza (1834)
  - Egisto Vignozzi (1835)
- Il sonnambulo
  - Michele Carafa (1824)
  - Luigi Ricci (1830)
  - Carlo Valentini (1834)
  - Luiz Antonio Miró, O sonambulo (1835)
  - Salvatore Agnelli, Il fantasma (1842)
  - Giuseppe Persiani, Il fantasma (1843)
- Gli avventurieri
  - Giacomo Cordella (1825)
  - Luigi Felice Rossi (1835)
  - Carlo Valentini (1836)
  - Antonio Buzzolla (1842)
  - Antonio Cagnoni, Amori e trappole, revisión de Marco Marcelliano Marcello (1850)
- Giulietta e Romeo
  - Nicola Vaccai (1825)
  - Eugenio Torriani (1828)
  - Vincenzo Bellini, I Capuleti e i Montecchi (1830)
- Il montanaro
  - Saverio Mercadante (1827)
  - Pietro Campiuti, L'incognito (1832)
  - Giovan Battista Cagnola, Il podestà di Gorgonzola (1854)
- La selva d'Hermanstadt
  - Felice Frasi (1827)
- Il pirata
  - Vincenzo Bellini (1827)
- Gastone di Foix
  - Giuseppe Persiani (1827)
  - Franciszek Mirecki, Cornelio Bentivoglio (1844)
- Il divorzio Persiano o Il gran bazzarro di Bassora
  - Pietro Generali (1828)
  - Feliciano Strepponi, L'ullà di Bassora (1831)
  - Giuseppe Gerli, Il pitocco (1834)
  - Giuseppe Mazza (1836)
- I saraceni in Sicilia ovvero Eufemio di Messina
  - Francesco Morlacchi (1828)
  - Daniele Nicelli, Il proscritto di Messina (1829)
  - Giuseppe Persiani, Eufemio di Messina ovvero La distruzione di Catania (1829)
  - Francesco Morlacchi, Il rinnegato (1832)
  - Ramón Carnicer, Eufemio da Messina o Los sarracenos en Sicilia (1832)
  - Alessandro Curmi, Il proscritto di Messina (1843)
  - Angelo Agostini, Il rinnegato (1858)
- Alina, regina di Golconda
  - Gaetano Donizetti (1828)
- Colombo
  - Francesco Morlacchi (1828)
  - Luigi Ricci (1829)
  - Ramón Carnicer, Cristoforo Colombo (1831)
  - Luigi Bottesini, Cristoforo Colombo (1848)
  - Carlo Emanuele De Barbieri, Columbus (1848)
  - Vincenzo Mela, Cristoforo Colombo (1857)
  - Felicita Casella, Cristoforo Colombo (1865)
  - Giuseppe Marcora (1869)
- La straniera
  - Vincenzo Bellini (1829)
- Rosmonda
  - Carlo Coccia (1829)
  - Gaetano Donizetti, Rosmonda d'Inghilterra (1834)
  - Antonio Belisario (1835)
  - Pietro Tonassi y Pietro Collavo, Il castello di Woodstock (1839)
  - Otto Nicolai, Enrico II (1839)
- Saul
  - Nicola Vaccai (1829)
  - Ferdinando Ceccherini (1843)
  - Giovanni Antonio Speranza (1844)
- Zaira
  - Vincenzo Bellini (1829)
  - Alessandro Gandini (1829)
  - Saverio Mercadante (1831)
  - Antonio Mami (1845)
- Giovanna Shore
  - Carlo Conti (1829)
  - Lauro Rossi (1836)
  - Enrico Lacroix (1845)
  - Vincenzo Bonnetti (1853)
- La rappresaglia
  - Saverio Mercadante (1829)
- Bianca di Belmonte
  - Luigi Riesck (1829)
  - Tomás Genovés y Lapetra (1833)
- Annibale in Torino
  - Luigi Ricci (1830)
- Anna Bolena
  - Gaetano Donizetti (1830)
- Il romito di Provenza
  - Pietro Generali (1831)
  - M. A. Sauli (1846)
- La sonnambula
  - Vincenzo Bellini (1831)
- Il disertore svizzero también conocida como La nostalgia
  - Cesare Pugni (1831)
  - Lauro Rossi (1832)
  - Angelo Pellegrini (1841)
  - Giovanni Battista Meiners (1842)
- La neve
  - Luigi Ricci (1831)
- Norma
  - Vincenzo Bellini (1831)
- I normanni a Parigi
  - Saverio Mercadante (1832)
- Ugo, Conte di Parigi
  - Gaetano Donizetti (1832)
  - Alberto Mazzucato (1843)
- L'elisir d'amore
  - Gaetano Donizetti (1832)
- Ismalia ossia Morte ed amore
  - Saverio Mercadante (1832)
  - Ramón Carnicer (1838)
  - Vicenc Cuyás y Borés, La fattucchiera (1838)
- Il segreto
  - Luigi Maiocchi (1833)
  - Placido Mandanici (1836)
- Caterina di Guisa
  - Carlo Coccia (1833)
  - Giuseppe Mazza (1836)
  - Luigi Savi (1838)
  - Fabio Campana (1838)
  - Francesco Chiaromonte (1850)
  - Antonio Gandolfi (1859)
  - Cenobio Paniagua y Vasques (1859)
  - Beniamino Rossi (1861)
  - Giacomo Nascimbene, Enrico di Guisa (1868)
- Il conte d'Essex
  - Saverio Mercadante (1833)
- Parisina
  - Gaetano Donizetti (1833)
  - Tomás E. Giribaldi (1878)
- Beatrice di Tenda
  - Vincenzo Bellini (1833)
  - Rinaldo Ticci (1837)
  - Frederico Guimarães, Beatriz (1882)
- Il contrabbandiere
  - Cesare Pugni (1833)
  - Natale Perelli (1842)
- I due sergenti
  - Luigi Ricci (1833)
  - Alberto Mazzucato (1841)
  - Gualtiero Sanelli (1842)
- Lucrezia Borgia
  - Gaetano Donizetti (1833)
- La figlia dell'arciere
  - Carlo Coccia, atto III di Domenico Andreotti (1834)
  - Gaetano Donizetti, Adelia, tercer acto de Girolamo Maria Marini (1841)
  - Carlo Pedrotti (1844)
  - Valdemaro de Barbarikine, Adelia (1877)
- Un'avventura di Scaramuccia
  - Luigi Ricci (1834)
- Emma d'Antiochia
  - Saverio Mercadante (1834)
  - Giovanni Bracciolini, Emma e Ruggero (1838)
  - Vincenzo Pontani, Emma e Ruggero (1852)
  - Carlo Lovati-Cozzulani, Alda (1866)
  - Ercole Cavazza, Emma (1877)
- Un episodio del San Michele
  - Cesare Pugni (1834)
  - Giuseppe Concone (1836)
  - Luigi Savi, L'avaro (1840)
  - Ermanno Picchi, Il tre di novembre (1844)
  - Giuseppe Lombardini, La sartina e l'usurajo (1853)
  - Pietro Repetto, Un episodio del San Michele (1855)
  - Guglielmo Quarenghi, Il dì di San Michele (1863)
  - Carlo Brizzi, L'avaro (1877)
- Uggero il danese
  - Saverio Mercadante (1834)
- La gioventù di Enrico V
  - Saverio Mercadante (1834)
- Francesca Donato o Corinto distrutta
  - Saverio Mercadante (1835)
  - Pietro Raimondi (1842)
- Odio e amore
  - Mariano Obiols (1837)
  - Alfonso Cosentino, Laurina (1858)
- La solitaria delle Asturie o La Spagna ricuperata
  - Carlo Coccia (1838)
  - Saverio Mercadante (1840)
  - Luigi Ricci (1845)
  - Giuseppe Sordelli (1846)
  - Giuseppe Winter, Matilde di Scozia (1852)
- La spia ovvero Il merciaiuolo americano
  - Angelo Villanis (1850)
- Edita di Lorno
  - Giulio Litta (1853)
- Cristina di Svezia
  - Sigismond Thalberg (1855)

- Datos: Q350103
- Multimedia: Felice Romani / Q350103